# Corydalis temulifolia
Corydalis temulifolia là một loài thực vật có hoa trong họ Anh túc. Loài này được Franch. mô tả khoa học đầu tiên năm 1894.